# 童話槍手小紅帽
《童話槍手小紅帽》（日语：おとぎ銃士 赤ずきん，英文：Fairy Musketeers）是日本科樂美公司所製作的動畫作品。最先推出OVA版本，及後，作品更改編作動畫、漫畫與輕小說。各版本內容間略有差異。
本作品出場人物中的魔法世界居民大部份都取自《格林童話》裏的人物。

## 故事簡介
故事的男主角鈴風草太是一個中學生。一直以來，他都很想探求小時候母親說過的一個童話故事。有一天，草太在耳邊隱約聽到一把神祕的聲音，正在說着這故事的內容。他這把聲音引誘到秋葉原的小巷中。草太就是這樣，遇到一個稱他為「艾爾岱之匙」的男人。這男人突然變身為惡夢魔，對草太施以襲擊。在電光火石間，一隻會說話的狼救了草太，並與一個戴着紅色頭盔的神祕少女會合，把惡夢魔擊退。這個少女就是四葉騎士團成員、三槍士之一——小紅帽。小紅帽從魔法世界奇幻谷來到科學世界艾爾岱，目的就是要保護草太，以免他落入企圖侵略艾爾岱世界的邪惡魔女仙杜麗拉手中。他們在奇幻谷經歷了很多冒險，最後由三槍士、威爾、哈梅林、翰修兄妹化成七賢者，再次封印仙杜麗拉。

## 特殊用語
- 艾爾岱（エルデ，Erde）

草太等人居住的科學世界，被奇幻谷那邊的人稱為「艾爾岱」。艾爾岱科學發達。語源是德語的「Erde」（地球）。
- 奇幻谷（ファンダヴェーレ，Fanda Valley）

小紅帽等人居住的童話世界，魔法發達。
- 兩個世界的故事（ふたつの世界の物語〔ふたつのせかいのものがたり〕，The Story of Two Worlds）

鈴風小夜向草太說的故事。故事首部份的內容，是敘述一個聰明能幹年輕人，在同時掌握魔法和科學兩種力量後，變得驕傲自大，令國王生怒，遂把世界一分為二，一邊是科學世界，另一邊則為魔法世界。
- 四葉騎士團（四ツ葉騎士団〔よつばきしだん〕，Clover Knights）

費迪南陛下的親衛隊。戰爭前，騎士團分佈於奇幻谷各地，後來為了與仙杜麗拉決戰，被費迪南陛下召回費迪南城。可惜騎士團團長迪馬殊臨陣倒戈，把費迪南城的結界解除。令騎士團的成員，除三槍士以外，均被仙杜麗拉軍捉去或變成人偶。
- 三槍士（三銃士〔さんじゅうし〕，Three Musketeers）

四葉騎士團中的一個隊。成員包括小紅帽、白雪公主和睡公主。
三槍士語源來自大仲馬的小說《三劍俠》（Les Trois Mousquetaires），因此日文的一詞，在中文裏譯作槍士、槍手、劍俠、火槍手等均可。而本作中三槍士的武器，既非槍，也非劍，亦非火槍，而是魔法道具。
- 甜心電話（Sweet Phone）

四葉騎士團使用的魔法道具。把元素卡片（エレメンタルカード，Elemental Card）——凝縮着咒語的卡片放進電話內，就可以發動魔法或產生出武器。武器被消耗後，卡片會自動從甜心電話裏退出來。後來，白雪用魔法，把甜心電話變成具有手提電話的通話功能。此外，甜心電話也可以用來閱讀記載童話故事的卡片。
- 鎖匙（The Key）

同時連繫艾爾岱和奇幻谷兩個世界的鎖匙，全稱是封印鎖匙（封印の鍵〔ふういんのかぎ〕）其中草太是艾爾岱之匙，而費迪南則是奇幻谷之匙。
- 惡夢魔（ナイトメアリアン，Nightmarelian）

屬於仙杜麗拉陣營的戰鬥兵，是嵌合體生物。平時會喬裝作普通人類，戰鬥時則會露出真面目，變成怪物。每次有一隻惡夢魔遭消滅，仙杜麗拉城漢賽爾的房間中，就會有一塊鏡子碎裂。名稱由「nightmare」（惡夢）和「alien」（異形）二字拼合而成。
- 精靈族（エルフ族，Elf）

奇幻谷除人類外的三大種族之一。是最美麗、最長壽的種族。平時隱居在荊棘叢林之中，少與外界接觸。
- 萊肯族（ライカン，Lycan）

即狼族，有狼或人的姿態。是費迪南、仙杜麗拉以外的第三勢力，亦是奇幻谷除人類外的三大種族之一。在威爾漢時代，曾有輝煌的歲月，惜自傑德統治以來，便以血腥之名而傳世。雖為利益而與仙杜麗拉勢力合作，但雙方互不信任。語源來自「Lycanthrope」（狼人）。
- 魔族（Demon）

奇幻谷除人類外的三大種族之一。外貌為各種動物，但會說普通人的語言。
- 小矮人族（ドワーフ，Dwarf）

奇幻谷的種族，平時隱居在地底，少與外界接觸，對外界事物戒心很強。從事冶鍊業及加工業，愛好和平。
- Juicy～（じゅ～しぃ～，Juicy）

三槍士的口頭禪，也在戰鬥時作為代表「知道」、「上吧」等意義的暗語。來源是日文的發音變讀。在動畫裏曾有此詞與英語「Juicy」（多汁的）發音相同，而引起小誤會的情節。
- Zukyun～（ずっきゅ～ん，Zukyun）

小紅帽的口頭禪。來源是日文（即小紅帽的「帽」）的發音變讀。
- 魔法學校（魔法学校〔まほうがっこう〕，Magic School）

奇幻谷世界的學校，小朋友在學校裏分班級上課，依從老師的教導，學習魔法。小紅帽、白雪公主、睡公主三人，各自從不同的魔法學校畢業。

## 魔法
魔法的名稱，以節目內的官方名稱為依據。若官方曾出現過的名字有差異時，以最常用的為準。

### 甜心電話
甜心電話（スウィートフォン，Sweet phone）是小紅帽、白雪公主、睡公主等人使用魔法時的魔法導具。小紅帽主要使用火系的，或呼召武器出來的魔法，白雪公主使用水系、冰系、輔助性質、回復魔法，睡公主則使用植物魔法。原本費迪南使用風屬性的魔法，後來他託傳予給白雪公主。

#### 小紅帽使用的魔法
閃光飛劍（シャイニングエッジ，Shinning edge）
在動畫第1集中首次登場。使用時會有細小的光線刀刃飛出來，對攻擊目標做成破壞。卡片是紅色的，上面繪畫了月牙圖案。
格林剪刀（グリムテイラー，Grimm tailor）
在動畫第1集中首次登場。把卡片放進甜心電話後，會變出剪刀型武器，可以分開兩邊，成為一對劍來使用。亦可把這對劍高速旋轉，產生氣流。
流星杓（コメットレイドル，Comet ladle）
在動畫第3集中首次登場。外貌是巨型湯勺，可用作火攻。它與阿古尼磐一同使用時，更可以炒出烈焰火龍（フレイムドラグーン，Flame dragon）。在動畫第13集中，村民以為小紅帽炒出的火龍，就是村的守護神沙羅曼蛇。而流星杓也可以用來向遠處投擲火彈之用。
阿古尼磐（アグニパン，Agni pan）
平底鍋型的武器，用法見流星杓的說明；另外可充當隨身盾牌。「阿古尼」是梵文，是印度的火神。
公主模式（プリンセスモード，Princess mode）
小紅帽獲得的究極魔法元素卡片。使用後身上會添上華麗的裝飾，以公主寶劍（プリンセスソード，Princess sword）作為武器。小紅帽使用了公主模式後，才可以與傑德、特魯德與翰修匹敵。這魔法原稱威嚴模式（ディグニダーモード，Dignidade mode），但小紅帽堅持要叫公主模式。它集合了奇幻谷四種元素（火、水、大地、風）的力量。
這種能力是從蘇丹王所傳授。

#### 白雪公主使用的魔法
凍凝冰籃（フローズンバスケット，Frozen basket）
在動畫第11集中首次登場。把敵人冰封的魔法。
冰風暴（ブリザード，Blizzard）
可令敵人的面結冰。
聖水護盾（アクアフィル，Aqua field）
在動畫第4集中首次登場。以水為護罩的防御魔法。
旋轉之環（キルクイトゥス，Circuitus）
在動畫第2集中首次登場。當時白雪以它配合天國階梯使用。它也可以獨立拿出來，抓着它便可以飛起。名字來自拉丁文的「環」、「巡迴」或「轉」。
冰晶（アイスキューブ，Ice cude）
在動畫第11集中首次登場。會在敵人頭上落下冰磚。
永恆光輝（エターナルグローリアス，Eternal glorious）
在OVA中首次登場，漫畫版則在第3集中首次登場。
永恆煙霧（エターナルスモッグ，Eternal smog）
在動畫第3集中首次登場。會在光環中噴出煙霧，阻止敵人。
永恆颱風（エターナルタイフーン，Eternal typhoon）
在動畫第12集中首次登場。會產生出強力的龍捲風，把施魔法對象吹至飛到遠處。
天國階梯（ステアウェイトトゥヘヴン，Stairway to heaven）
在動畫第2集中首次登場。會噴出大量的水，在半空中化成冰柱，可以在冰柱上走動。
雪舞（スノーフェル，Snow fell）
在動畫第8集中首次登場。一瞬間就會有大量飛雪降到地面上。當時小紅帽等人正要跌到地面上，白雪利用它來讓大家安全着地，不過除白雪外，其他人都埋在雪堆裏。
梅蒂希那（メディシーナ，Medicina）
在動畫第13集中首次登場。屬於較強力的回復魔法。當時小紅帽被飛蛾惡夢魔的鱗粉所傷，神志不清。它的屬性是風的魔法。
福爾圖娜（フォルトゥーナ，Frotuna）
這是一種空間傳送魔法（空間転送魔法）。本來的作用是把敵人送到不知哪兒去。但也可視為緊急避難時使用的魔法。白雪就曾使用它來脫險，並曾因此而到達了睡公主的故鄉。若要能指定所到的目的地，則要有蘇丹王的魔力。
冰雪飛箭（スプラッシュアロー，Splash arrow）
會產生出冰柱箭，一齊飛往攻擊對象處。
完美之窗（パーフェクトウィンドウ，Perfect window）
使用這魔法時，可以操縱水流捲起龍捲風，攻擊對方。
七隻守護聖獸（Seven Guardians）
在白雪公主口袋內的七隻隨從精靈，可自主攻擊敵人。只在第26集出場，並沒有正名稱。
聖水旋流
出現於第38集，會噴出迴旋的水流，把空中的人救起到安全地方。

#### 睡公主使用的魔法
風鈴草（ベルフラワー，Bellflower）
在動畫第9集中首次登場。她會伸出手中巨大的藤，藤上粉紅色的巨大花朵也會綻開。
伊甸綠園（ガーデンオブエデン，Garden of Eden）
在動畫第7集中首次登場。把卡片放進甜心電話中，會在地面召喚出大量巨大的藤。
幻象葉舞（リーフオブミラージュ，Leaf of mirage）
在動畫第10集中首次登場。大量的植物葉會飄落舞動，包着攻擊對象的全身。如果叫「散落（フェル，Fell）」把葉散開，可以消滅對象。
隱者之棘（ハーミッドソーン，Hermit thorn）
會飛出無數的棘刺，衝向攻擊的目標。動畫第14集中，棘刺以永恆颱風來增加推進力，並配合流星杓發出的火焰攻擊。
荊棘球（ソーンニットボール，Thorny ball）
藍達喬看到它，以為是毛線球，於是使勁追逐。此時，荊棘球變大，棘刺變得明顯，並反過來追着藍達喬。

#### 三槍士共同使用的魔法
三元素合擊（トライアングルイグニッション，Triangle ignition）
三槍士一起合力使用的魔法。集結三槍士的力量，對敵人作出攻擊的合體攻擊魔法。它可以戰勝傑德、翰修，但未能擊敗特魯德。
童話之路（おとぎロード，Road of tale）
通往魔法世界的通道，入口在公園的滑梯處。道路由費迪南的魔力來維持。

### 七賢者的魔法
諾克塔爾（ノクタル，Noctarl）
蘇丹王的能力之一，可將敵目標無法動彈甚至無法開口講話。
福爾圖娜（フォルトゥーナ，Fortuna）
蘇丹王的能力之一，與白雪公主相較之下，力量更為強大，可精確傳送周圍的人事物到指定地點以逃離威脅。
菲斯特斯（フィスタス，Festas）
絲薏菲娜的能力之一，為封印仙杜麗拉的魔法。「菲斯特斯‧過特爾（フィスタス．クォトル，Festas Quater）」是強化版的能力。
封印法術（Sealing）
七賢者用來齊力封印仙杜麗拉的能力；在本劇第38集中由費迪南國王所發動並成功封印仙杜麗拉。

### 迷失荒稜
迷失荒稜（ミッシンググレイヴ，Missing grave）是歌麗德使用重力魔法的工具，它是一把巨大的魔劍，歌麗德以劍刺進地面來發動攻擊。刀身頗重，所以歌麗德使用它就必須戴着哥哥翰修所給予的特殊能量手套──奧格彌敦（オーガミトン，Orgamiton）。
虛無引力區（ハウスオブグラビティ，House of gravity）
在動畫第4集中首次登場。被施下魔法的地方會發出強光，重力會無效化。一般人受到魔法牽制後會浮起。是一種重力魔法。
迷失引力（ミッシンググラビティ，Missing gravity）
在動畫第5集中首次登場。把迷失荒稜刺進地面後，會以劍刺位置作圓心，產生出一個紫色的圓，並向四周擴展。圓內的人會受重力牽制，動彈不得。
迷失重力（ミッシングウエイド，Missing weight）
在動畫第7集中首次登場。把迷失荒稜插下，會放出子彈般的黑色波動。
引力魔傀儡（ドル．オブ．グラビティ，Doll of gravity）
在動畫第13集中首次登場。把迷失荒稜刺進地面後，紫色的重力波會擴至對象處，而對象就會變形，成為依歌麗德指揮進行破壞的傀儡。
巨神荒稜（ギガンティックグレイヴ，Gigantic grave）
在動畫第28集中首次登場。迷失荒稜吸收了大地之力後，變大成威力強大的巨神荒稜，力量強得損壞了小紅帽的格林剪刀。
亞空間魔法（亜空間魔法，Sub-space magic）
空間魔法。

### 音樂（聲音）魔法
費迪南一方的哈梅林、仙杜麗拉一方的不來梅游擊隊四個成員（藍達喬、亞雷克道爾、卡尼、艾素）都使用音樂或聲音魔法。
其中哈梅林使用動物角造的魔笛安珀提利翁（エンバーテリオン，Emphatirion），或使用草笛來施展魔法（具有催眠效果）。
布萊梅多重唱（ブレーメンラプソティ，Bremen rhapsody）
在動畫第8集中首次登場。不來梅游擊隊使用的聲音魔法，其實是五音不全的音波功。先由後來亞雷克道爾、卡尼、艾素一起使用。後來藍達喬來到，牠的尾巴被踐踏時的叫聲，還把白雪的冰晶粉碎。這首合唱歌，能消除對方咒文，剝奪對方自由，損害對方聽覺、精神和集中力。

### 暗黑魔法
仙杜麗拉、翰修、特魯德、花俏男等人使用的魔法，是種以人的靈魂來交換回來，才能獲得的極大魔力。主要是施予雷的魔法。使用這魔力時，要心懷仇恨，才能發揮得淋漓。
落雷（サンデ，Thunder）
翰修常使用的雷電魔法，會對攻擊目標擊下雷電。
暗黑雷電（ダークサンデ，Dark thunder）
在動畫第14集中首次登場。同為翰修所使用。
暗黑腐雨（ダークブラッデ，Dark brad）
在動畫第14集中首次登場。翰修使用的魔法。會降下暗黑之雨，損耗攻擊對象的生命力。
奪命雷電（デスブローサンデ，Death blow thunder）
在動畫第29集中首次登場。雷系最強的魔法。該能力可藉由魔杖吸收三槍士的「三元素合擊」的能量予以強化。
雷迪（プラッデ，Prado）
翰修的魔法，能在對方施予攻擊時，搶走對方的魔力，據為己有。通常與「暗黑雷電」與「奪命雷電」併用。
空間閻炎魔龍（ウィエプ．ダリル．クロワツネガージ，Wiep. Daryl. Crowatnegarge）
翰修的魔法，可轉化周圍的有機與無機物體成為魔物。
費加利爾（フィガリル，Figalio）
特魯德眼睛中放出的光線，凡望到光線的人，靈魂就會被吸進心靈迷宮中，而軀體會變成人偶。要逃離心靈迷宮的關鍵，是抱持着對自己所作選擇的堅定信心。
洛多、布拉歐、修瓦魯茲（ロート…ブラウ…シュバルツ，Rot, blau, schwarz）
在動畫第15集中首次登場。特魯德的魔法，呼叫出三隻兇狠、強勁的魔物：炎騎士阿比斯佛爾（炎の騎士アビスフォール）、影騎士迪乃捷多（影の騎士ディナイジェット）、青騎士波豆馮多（青の騎士ヴォイドフォント）。
梅塔模魯法斯（メタモルフォス，Metamorphous）
特魯德使用的變形魔法，從眼睛中放出光線，把目標變成人偶。
比馬龍（ビマロン，Bimaron）
特魯德的能力之一，被她所瞪到的敵目標就會遭到石化。
地獄眩光（ヘル．ディスル）
仙杜麗拉的能力之一，可使中招的人永久消失（死去）。她年幼時（即叫作瑪琳之時）使用這招，要傷害村民，卻被她所愛的艾爾岱少年以身體擋着，犧牲自己，希望喚配醒瑪琳不要再使用暗黑魔法。但瑪琳說已經太遲，她以靈魂來交換的暗黑魔法，已無可阻止。
朱葛艾爾（ジュガエル，Zugu'el）
仙杜麗拉的能力之一，可對敵方發射能量波。
葛艾朱羅爾（ガエジュロル，Gu'ejulul）
仙杜麗拉的能力之一，可對敵方發射能量彈連續砲轟。
杜古蘭．朱葛艾爾（デュグラン．ジュガエル，Tugran.Zugu'el）
仙杜麗拉的能力之一，可在敵人目標周圍產生空間裂隙並予以包圍，讓敵目標消失在亞空間中。
奪命德畢尼岡德（デスドブィニガンド，Death Dopinigandr）
仙杜麗拉的能力之一，可發射光束攻擊敵目標，並將敵目標憑空消失。
影子分身（Hallucination）
仙杜麗拉的能力之一，可變出幻影並偽裝成特定的人事物；然而本身也具有仙杜麗拉的部分魔力與人格。
她在本劇第24集使用這種能力並偽裝成草太的母親以看出三槍士的底細。
洗腦（Brainwash）
仙杜麗拉的能力之一，利用暗黑魔法的能量來控制被控制者的的心智，以奴役被控制者當作她的戰鬥工具。
翰修、蘇丹王與絲薏菲娜曾被此能力影響，而絲薏菲娜由於被控制的緣故，產生了其邪惡人格「特魯德（Trude）」。

## OVA
2005年2月20日動畫附贈模型發售。

### 工作人員
- 企劃、原案：熊坂省吾（科樂美數位娛樂）
- 角色原案：
- 導演：荒木哲郎
- 劇本：米村正二
- 人物設計：田崎聰
- 美術監督：西倉力（スタジオじゃっく）
- 音響監督：
- 音樂：增田俊郎
- 動畫製作：
- 模型製作：佐佐木涉（ブルーオイスタースタジオ）
- 製作：科樂美數位娛樂

### 主題曲
片頭曲：《Ever-Never-Land》
主唱：田村由香里（小紅帽）
片尾曲：《Clover》
作詞、作曲、編曲、主唱：marhy

## 電視動畫
電視動畫於2006年7月1日星期六上午9點（UTC+9）開始在東京電視台開始播放，全39集。原本計劃於深夜播放，後來則改在上午播出。週邊商品亦已發售。

### 製作團隊
- 原案：熊坂省吾（科樂美數位娛樂）
- 企画：樹下國昭（科樂美數位娛樂）、渡邊和哉（讀賣廣告社）、丸山正雄（マッドハウス）、川崎由紀夫（東京電視台）
- 導演：石山貴明
- 系列構成：柿原優子、竹内利光、廣田光毅
- 人物原案：
- 人物設計：田崎聰、小原充
- 總作畫監督：水野知己
- 色彩設計：佐藤和子
- 美術監督：鈴木朗
- 撮影監督：佐藤陽一郎
- 編集：岡祐司
- 音響監督：田中 一也（日语：たなかかずや）
- 音樂：増田俊郎
- 製作人：山川典夫（東京電視台）、下川猛、橋本祐一（科樂美數位娛樂）
- 動畫製作人：和泉将一（MADHOUSE）、川人憲治郎（Group Tac）
- 動畫製作：MADHOUSE
- 動畫製作協助：Group Tac
- 製作：東京電視台、讀賣廣告社、科樂美數位娛樂、MADHOSUE、

### 主題曲

#### 片頭曲
《童話迷宮》（第1集－第24集）
作詞：畑亞貴（コトワカナデ），作曲、編曲：太田雅友，主唱：田村由香里（小紅帽）
《Princess Rose》（第25集－第39集）
作詞：三井ゆきこ，作曲、編曲：橋本由香利，主唱：田村由香里（小紅帽）

#### 片尾曲
《Clover》（第1集－第14集、第39集）
作詞、作曲、編曲、主唱：marhy
《笑顔の宝物》（笑容的寶物）（第15集－第29集）
作詞：石山タカ明，作曲、編曲：橋本由香利，主唱：四葉騎士團三槍士（田村由香里（小紅帽）、立野香菜子（白雪公主）、澤城美雪（睡公主））
《CROSS ROAD》（第30集－第38集）
作詞、作曲、編曲、主唱：marhy

#### 粵語主題曲
《童話之夢》（第1集－第36集、第39集）
作詞：鄭櫻綸，作曲、編曲：太田雅友，主唱：HotCha
註：首播時第37、38集使用《Princess Rose》、重播時所有集數使用《童話之夢》。

### 插入曲
插入曲1：《Happy Loop!》（第18集）
作曲、編曲：太田雅友，主唱：田村由香里(小紅帽)
插入曲2：《ジャスミンの涙》(茉莉之淚)（第18集）
作曲、填詞：渡邊美佳，編曲：渡邊美佳、久保幹一郎，主唱：立野香菜子（白雪公主）
插入曲3：《夢咲きGarden》(夢想綻放的花園)（第18集）
作曲、編曲：大久保薰，主唱：澤城美雪（睡公主）

### 各話列表
| 話數 | 原文標題 | 中文標題           | 腳本     | 分鏡       | 演出            | 作畫監督                             | 播放日期      |
| ---- | -------- | ------------------ | -------- | ---------- | --------------- | ------------------------------------ | ------------- |
| 1    |          | 小紅帽駕到         | 廣田光毅 | 石山貴明   | 吉本毅          | 藤原未来夫                           | 2006年 7月1日 |
| 2    |          | 魔法少女白雪公主   | 竹内利光 | 石山貴明   | タムラコー太郎  | 服部憲知                             | 7月8日        |
| 3    |          | 令人在意的轉校生   | 廣田光毅 | 石平信司   | 佐藤昌文        | 飯飼一幸                             | 7月15日       |
| 4    |          | 歌麗德的圈套       | 竹内利光 | 平田豊     | 洪憲杓          | Choi young hee                       | 7月22日       |
| 5    |          | 睡公主睡醒了       | 柿原優子 | 石山貴明   | 安形裕篤        | 阿部弘樹                             | 7月29日       |
| 6    |          | 對不起，蘋果       | 柿原優子 | 又野弘道   | 又野弘道        | 三井寿                               | 8月5日        |
| 7    |          | 我們的旅程開始了   | 廣田光毅 | 石山貴明   | 吉本毅          | 藤原未来夫                           | 8月12日       |
| 8    |          | 心中有笛的男子     | 竹内利光 | 石山貴明   | 飯村正之        | 服部憲知                             | 8月19日       |
| 9    |          | 討厭魔法的漢斯     | 廣田光毅 | 大西景介   | 大西景介        | 飯飼一幸                             | 8月26日       |
| 10   |          | 千年的朋友         | 廣田光毅 | 平田豊     | 洪憲杓          | Choi young hee Jung gee hee 水野知己 | 9月2日        |
| 11   |          | 戀上草太的魔法師   | 柿原優子 | 水本葉月   | 秋山朋子        | 阿部弘樹                             | 9月9日        |
| 12   |          | 地下室的祕密       | 廣田光毅 | 又野弘道   | 吉田泰三        | 三井寿                               | 9月16日       |
| 13   |          | 沙羅曼蛇的村落     | 竹内利光 | 吉本毅     | 吉本毅          | 藤原未来夫                           | 9月23日       |
| 14   |          | 奇詭森林的記憶     | 柿原優子 | 平田豊     | 飯村正之        | 服部憲知                             | 9月30日       |
| 15   |          | 特魯德的迷宮       | 竹内利光 | 石平信司   | 大西景介        | 飯飼一幸                             | 10月7日       |
| 16   |          | 睡公主和四葉草     | 廣田光毅 | 洪憲杓     | 洪憲杓          | Choi young hee Jung gee hee          | 10月14日      |
| 17   |          | 落灰之鎮           | 柿原優子 | 石山貴明   | 長岡義孝        | 阿部弘樹                             | 10月21日      |
| 18   |          | 歌唱的三槍士       | 竹内利光 | 石山貴明   | 吉本毅          | 藤原未来夫                           | 10月28日      |
| 19   |          | 月光Juicy          | 廣田光毅 | 吉田泰三   | 吉田泰三        | 三井寿                               | 11月4日       |
| 20   |          | 小紅帽公主         | 竹内利光 | 山田勝     | 大和直道        | 服部憲知                             | 11月11日      |
| 21   |          | 費迪南的禮物       | 廣田光毅 | 大西景介   | 大西景介        | 飯飼一幸                             | 11月18日      |
| 22   |          | 新娘麗蓓翠兒       | 柿原優子 | 今掛勇     | 中村近世        | 武内啓                               | 11月25日      |
| 23   |          | 玻璃鞋             | 柿原優子 | 石山貴明   | 洪憲杓 秋山朋子 | Choi young hee Jung gee hee          | 12月2日       |
| 24   |          | 草太的媽媽         | 廣田光毅 | 大和直道   | 大和直道        | 阿部弘樹                             | 12月9日       |
| 25   |          | 小小的公主殿下     | 竹内利光 | 吉本毅     | 吉本毅          | 藤原未来夫                           | 12月16日      |
| 26   |          | 小紅帽 VS 白雪公主 | 竹内利光 | 吉田泰三   | 吉田泰三        | 三井寿 武田和久                      | 12月23日      |
| 27   |          | 魔女之城           | 竹内利光 | 石山貴明   | 長岡義孝        | 服部憲知                             | 2007年 1月6日 |
| 28   |          | 小矮人的盆栽       | 柿原優子 | 大西景介   | 大西景介        | 飯飼一幸                             | 1月13日       |
| 29   |          | 孤獨一人的歌麗德   | 柿原優子 | 洪憲杓     | 秋山朋子        | Choi young hee Jung ji hee           | 1月20日       |
| 30   |          | 維潔村的回憶       | 廣田光毅 | 石山貴明   | 北川正人        | 武内啓                               | 1月27日       |
| 31   |          | 兩人的羈絆         | 廣田光毅 | 石山貴明   | 大和直道        | 阿部弘樹 村田良一 澤田美香           | 2月3日        |
| 32   |          | 不來梅直到永遠     | 竹内利光 | 吉本毅     | 吉本毅          | 藤原未来夫                           | 2月10日       |
| 33   |          | 同伴的證明         | 柿原優子 | 吉田泰三   | 吉田泰三        | 三井寿 武田和久                      | 2月17日       |
| 34   |          | 翰修和歌麗德       | 柿原優子 | 布施木一喜 | 長岡義孝        | 服部憲知                             | 2月24日       |
| 35   |          | 前往封印之地       | 廣田光毅 | 大西景介   | 大西景介        | 飯飼一幸                             | 3月3日        |
| 36   |          | 鎖匙的力量         | 竹内利光 | 石山貴明   | 北川正人        | 武内啓                               | 3月10日       |
| 37   |          | 兩個世界的故事     | 柿原優子 | 洪憲杓     | 秋山朋子        | Choi young hee Jung ji hee           | 3月17日       |
| 38   |          | 朝向未來的門       | 廣田光毅 | 石山貴明   | 大和直道        | 阿部弘樹 服部憲知                    | 3月24日       |
| 39   |          | 小紅帽，再見       | 竹内利光 | 吉本毅     | 吉本毅          | 水野知己 藤原未来夫                  | 3月31日       |

### OVA與動畫的差別
- OVA變化

OVA中只是出現了兩位三槍士成員（小紅帽和白雪公主），睡美人未出現。
OVA的主角只是草太、蘋果、小紅帽和白雪公主。另外，亦沒有歌麗德。
OVA中沒有完整結局，僅為故事之開首。
- 動畫變化

OVA中小紅帽所用的槍在動畫中並不存在，而且動畫結局中更表示小紅帽槍法極差。
動畫中魔法與武器的召喚是使用魔法卡片。
動畫中白雪公主沒有製造冰巨人的魔法。
動畫中草太的家沒有井，通道改在公園溜滑梯。
動畫中小紅帽沒有白色手套，動畫與OVA的人物服裝也不相同。
OVA片頭曲中，小紅帽初出生的圖畫，威爾為藍色幼狼的形態。但動畫版改為當時以人的形態，即使威爾在狼的形態，童年時的毛色色澤亦不相同。

### 播放電視台
| 播放地區       | 播放電視台            | 播放日期                      | 播放時間                                                | 延遲放送                                                      |
| -------------- | --------------------- | ----------------------------- | ------------------------------------------------------- | ------------------------------------------------------------- |
| 關東廣域圈     | 東京電視台            | 2006年7月1日 - 2007年3月31日  | 星期六 9:00 - 9:30                                      | 製作電視台                                                    |
| 北海道         | TV北海道              | 2006年7月1日 - 2007年3月31日  | 星期六 9:00 - 9:30                                      | 同時網路放送                                                  |
| 愛知縣         | 愛知電視台            | 2006年7月1日 - 2007年3月31日  | 星期六 9:00 - 9:30                                      | 同時網路放送                                                  |
| 大阪府         | 大阪電視台            | 2006年7月1日 - 2007年3月31日  | 星期六 9:00 - 9:30                                      | 同時網路放送                                                  |
| 岡山縣、香川縣 | 瀨戶內電視台          | 2006年7月5日 - 2007年4月4日   | 星期三 7:30 - 8:00                                      | 4日 （《TSC The News File》 放送《瀨戶內經濟Weekly》暫停1次） |
| 福岡縣         | TVQ九州放送           | 2006年7月8日 - 2007年4月7日   | 星期六 6:30 - 7:00                                      | 7日 （放送《九州經濟NOW》暫停1次）                            |
| 愛媛縣         | 南海放送              | 2006年7月24日 - 2007年5月7日  | 星期一 16:21 - 16:50                                    | 23日→37日                                                     |
| 宮城縣         | 東日本放送            | 2006年9月18日 - 2007年4月5日  | 星期一 16:24 - 16:54 星期四 15:54 - 16:24               | 79日→5日 （2007年1月22日後每週2話放送）                       |
| 山形縣         | 山形電視台            | 2007年7月8日 - 2008年3月30日  | 星期日 6:30 - 7:00                                      | 372日（全數播出完畢後再行放送）                               |
| 日本全域       | BS東視 （BS技術放送） | 2006年7月7日 - 2007年4月6日   | 星期五 18:30 - 19:00                                    | 6日                                                           |
| 日本全域       | AT-X （CS放送）       | 2006年9月24日 - 2007年6月17日 | 星期日 11:00 - 11:30 / 19:00 - 19:30 星期六 7:00 - 7:30 | 85日                                                          |

海外地區
- 香港在翡翠台，由2008年4月2日起，逢星期二、三的下午17:15-17:45播出，每集約半小時。[3]
  - 由於播放北京奧運關係，最後三集改為於2008年8月11日至13日，早上9:30播出。
  - 片頭曲改為播放粵語版《童話之夢》，但第37、38集則播放日語片頭曲2《Princess Rose》。
  - 片頭曲2《Princess Rose》、片尾曲2《笑顔の寶物》、片尾曲3《CROSS ROAD》、第18集的三首插入曲，以及在第38集作為插曲的日文片頭曲1《童話迷宮》，翻譯字幕採用押韻的詩歌化翻譯。
  - 第17集「語部小鳥」所唱的歌為中文粵語。
- 台灣由東森幼幼台，於2008年11月30日起，逢星期日晚上6:00播出。
  - 片頭曲、片尾曲、劇情內容被剪掉。其中片頭曲跟片尾曲剪至剩約30秒，前三集的片長被濃縮成兩集播出，之後的集數就沒再濃縮，但仍然有剪片的情形。此外经常无故变更播出时间。
  - 自2009年3月7日起，更改時段在每週六12:30 - 13:00播出。
  - 自2009年4月18日起，更改時段在14:30 - 15:00播出。
  - 自2009年4月25日起，更改時段回每週六12:30 - 13:00播出。
  - 在2009年4月26日至4月30日間，增加播出時段於每日早上6:00、下午14:30與晚間23:30播出（當日一連播出三集）。
  - 自2009年7月11日起改至周一至周五15:00 - 15:30播出(当日未播)。
- 台灣中視無線台自2009年5月6日至2009年6月29日，逢每週一至五17:00 - 17:30播出。

#### 獎項
- 2008兒歌金曲頒獎禮－－「十大兒歌金曲」-《童話之夢》
- 新城勁爆兒歌頒獎禮2008－－「新城勁爆兒歌」-《童話之夢》

### DVD
發售：科樂美數位娛樂、販售：NBC環球娛樂。全13卷、每卷收錄3話。
1. GNBA-7321 - 2006年11月29日發售
2. GNBA-7322 - 2006年12月22日發售
3. GNBA-7323 - 2007年1月31日發售
4. GNBA-7324 - 2007年2月28日發售
5. GNBA-7325 - 2007年3月28日發售
6. GNBA-7326 - 2007年4月25日發售
7. GNBA-7327 - 2007年5月30日發售
8. GNBA-7328 - 2007年6月27日發售
9. GNBA-7329 - 2007年7月25日發售
10. GNBA-7330 - 2007年8月29日發售
11. GNBA-7331 - 2007年9月27日發售
12. GNBA-7332 - 2007年10月31日發售
13. GNBA-7333 - 2007年11月28日發售

## 改編作品

### 小說
以KONAMI NOVELS的標題，一共發行兩冊。兩冊都標示了原案：熊坂省吾，作者：霧海正悟作。
《童話槍手小紅帽》（科樂美數位娛樂）
2005年9月發售、ISBN 4-86-155055-6
内容以OVA版為基準。插畫：GASHIN。KONAMI NOVELS的第一部作品。
《童話槍手小紅帽 ～魔女的遺忘之物～》（科樂美數位娛樂）
2006年12月26日發售、ISBN 4-86-155145-5
插畫：吉成篤。

### 漫畫
漫畫版於2006年7月號開始在漫畫雜誌《月刊Comic BLADE》（Mag Garden）上進行連載，至2008年2月號連載結束。原案：熊坂省吾、作畫：緋色雪、構成協力：立花直樹。而台灣的中文版由東立出版社代理發行。
| 冊數 | Mag Garden    | Mag Garden             | 東立出版社     | 東立出版社             |
| 冊數 | 發售日期      | ISBN                   | 發售日期       | ISBN                   |
| ---- | ------------- | ---------------------- | -------------- | ---------------------- |
| 1    | 2006年12月9日 | ISBN 4-86127-332-3     | 2007年11月28日 | ISBN 978-986-10-0421-1 |
| 2    | 2007年8月9日  | ISBN 978-4-86127-407-7 | 2008年3月14日  | ISBN 978-986-10-0462-4 |
| 3    | 2008年2月9日  | ISBN 978-4-86127-470-1 | 2008年9月17日  | ISBN 978-986-10-1524-8 |

漫畫選集
童話槍手小紅帽外傳（アンソロジー おとぎ銃士赤ずきん）
| 冊數 | Mag Garden    | Mag Garden             | 東立出版社     | 東立出版社             |
| 冊數 | 發售日期      | ISBN                   | 發售日期       | ISBN                   |
| ---- | ------------- | ---------------------- | -------------- | ---------------------- |
| 1    | 2006年12月9日 | ISBN 4-86-127336-0     | 2007年11月28日 | ISBN 978-986-10-0420-4 |
| 2    | 2007年8月9日  | ISBN 978-4-86-127413-8 | 2008年6月10日  | ISBN 978-986-10-1775-4 |

## 外部連結
- （日語）童話槍手小紅帽
- （日語）童話槍手小紅帽（東京電視台） （页面存档备份，存于）
- （繁體中文）童話槍手小紅帽（中文版介紹） （页面存档备份，存于）
- （繁體中文）Clover Mansion 四葉公館 （页面存档备份，存于）
- （繁體中文）士耘出版社─《童話槍手小紅帽》幼教互動書籍